# Hôtel Batailhe de Francès
El hôtel Batailhe de Francès o hôtel d'Affry es una antigua hôtel particulier, ubicado en la place Vendôme, en el 1 distrito de París.
Desde 1858 es un establecimiento hotelero de lujo, el Hôtel de Vendôme, actualmente propiedad de la marca de relojes Chopard, que también ha instalado allí una de sus boutiques.

## Ubicación
Está situado en la entrada sur de la plaza, donde ocupa el solar este de la plaza, pero también el número 358 de la rue Saint-Honoré, resultante de la fusión de los dos edificios en el siglo XIX.

## Historia
En 1718, Pierre Perrin, secretario del rey Luis XIV, compró el lote e hizo construir allí su nuevo hotel, hasta 1723, detrás de la fachada uniforme de Jules Hardouin-Mansart, por el arquitecto Armand-Claude Mollet.
El 7 de noviembre de 1736 el hotel fue adquirido por Jean Batailhe de Francès, Síndico General de Hacienda. Louis-Auguste Augustin d'Affry, general de la Guardia Suiza, alquiló el edificio desde 1787 hasta su muerte seis años después. El hotel también acogió, al año siguiente, la administración de los dominios, dirigida por Gigot de Gerville.
En 1815, Jean-Marc Massinot, restaurador, lo alquiló para instalar allí su negocio. Hotel que acabó adquiriendo en 1827, tras la muerte de Louis-François Batailhe de Francès de Monval Esto adquirió, con calma, el inmueble de la rue Saint-Honoré para luego agregarlo a este hotel.
De 1842 a 1843, Massinot alquiló fugazmente los pisos de su hotel a la primera embajada de la República de Texas, que Francia fue la primera en reconocer como tal. Una inscripción grabada a la derecha de la entrada del hotel aún hoy da fe de ello.
En 1858 lo vendió, que fue transformado en establecimiento hotelero. En esta ocasión, como muchas mansiones de París, fue vaciado de su decoración original y rehabilitado para recibir a un público de viajeros, en particular mediante la creación de un entrepiso en el primer piso y una terraza en el quinto.

## Protección
Está parcialmente clasificado como monumento histórico, por sus fachadas y cubiertas, por orden del 17 de mayo de 1930.